# IC 5194
IC 5194 — галактика типу NF (в процесі підтвердження) у сузір'ї Водолій.
Цей об'єкт міститься в оригінальній редакції індексного каталогу.